# Lupi di Ferro
Lupi di Ferro (Geležinis vilkas in lituano) era il nome del movimento fascista lituano; fu costituito nel 1927 da Augustinas Voldemaras. Disponeva di un corpo paramilitare denominato Tautininkai, che fu utilizzato contro i nemici politici. È stato bandito nel 1930, ma nel 1934 ha tentato un colpo di Stato contro il presidente Antanas Smetona, uomo autoritario che fu in precedenza presidente onorario di questo stesso movimento. Voldemaras andò in esilio in Italia nel 1938. Durante l'occupazione tedesca nella seconda guerra mondiale, solo alcuni ex-appartenenti ai Lupi di Ferro collaborarono con i tedeschi, anche se vi erano molti lituani che aspiravano ad entrare nelle Waffen SS, ed in effetti vi furono reparti lituani che combatterono come ausiliari delle Waffen SS. Durante l'occupazione sovietica del 1940 e del 1944 i suoi ex-militanti parteciparono alla resistenza coi fratelli della foresta.
Il nome della organizzazione, che attualmente è usato da una società calcistica e da una sezione dell'esercito lituano, viene dalla storia del sogno di Gediminas, popolarizzata nella poesia di Adam Mickiewicz Pan Tadeusz.